# Ālāgūz
Ālāgūz (persiska: آلاگوز) är en ort i Iran.   Den ligger i provinsen Västazarbaijan, i den nordvästra delen av landet, 400 km väster om huvudstaden Teheran. Ālāgūz ligger 1 780 meter över havet och antalet invånare är 276.
Terrängen runt Ālāgūz är kuperad. Runt Ālāgūz är det ganska glesbefolkat, med 47 invånare per kvadratkilometer. Närmaste större samhälle är Shāhīn Dezh, 18,6 km söder om Ālāgūz. Trakten runt Ālāgūz består i huvudsak av gräsmarker.